# Ellendale (ort i Australien)
Ellendale är en ort i Australien. Den ligger i kommunen Central Highlands och delstaten Tasmanien, i den sydöstra delen av landet, omkring 58 kilometer nordväst om delstatshuvudstaden Hobart. Antalet invånare är 475.
Trakten runt Ellendale är nära nog obefolkad, med mindre än två invånare per kvadratkilometer.. Ellendale är det största samhället i trakten. 
Trakten runt Ellendale består i huvudsak av gräsmarker. Genomsnittlig årsnederbörd är 1 164 millimeter. Den regnigaste månaden är september, med i genomsnitt 142 mm nederbörd, och den torraste är februari, med 49 mm nederbörd.